# Sidcup
Sidcup – miasto Londynu, leżące w gminie London Borough of Bexley. W 2011 miasto liczyło 10844 mieszkańców.